# Decepción (película)
Decepción (título original: Sweet Deception) es un telefilme de suspenso de 1998 canadiense dirigida por Timothy Bond y protagonizada por Joanna Pacula, Rob Stewart y Jack Scalia.

## Argumento
Risa Gallagher es una mujer de la alta sociedad de Los Ángeles. Un día ella ve cómo cambia su vida de la noche a la mañana al ser acusada del asesinato de su marido. Convertida más tarde en presidiaria, ella no encuentra otra opción que la de escapar junto con dos reclusas para poder intentar demostrar su inocencia. Con el tiempo descubre que su esposo ha estado llevando una doble vida y manteniendo una relación con una mujer que le envió un mensaje antes de ser asesinado.

## Reparto
| Actor          | Personaje        |
| -------------- | ---------------- |
| Joanna Pacula  | Risa Gallagher   |
| Rob Stewart    | Detective Molloy |
| Jack Scalia    | Brett Newcomb    |
| Peter LaCroix  | Fin Gallagher    |
| Lisa Schrage   | Eva Newcomb      |
| Tanja Reichert | Anita Gallagher  |
| Kate Jackson   | Kit              |
| Joan Collins   | Arianna          |

## Recepción
Hoy en día la película ha sido valorada en varios portales cinematográficos. En IMDb, con 260 votos registrados, el filme obtiene una media ponderada de 4,3 sobre 10. En cuanto a Rotten Tomatoes, los más de 100 votos registrados en el portal dieron al telefilme una valoración media de 2,4 de 5. También cabe destacar, que en La Vanguardia el 100 % de los usuarios registrados allí le dieron una valoración positiva.